# Stemma dell'Ossezia del Sud
Lo stemma dell'Ossezia del Sud è l'emblema identificativo della Repubblica dell'Ossezia del Sud.

## Caratteristiche
L'emblema nazionale utilizzato dal governo della Repubblica dell'Ossezia del Sud, adottato nel 1998, si basa sull'emblema dell'Ossezia Settentrionale-Alania (repubblica facente parte della Russia), disegnato dallo scienziato georgiano Vakhushti Bagrationi nel 1735. A questo stemma il governo dell'Ossezia del Sud aggiunge sul bordo il testo russo "Республика Южная Осетия" (traducibile con "Repubblica dell'Ossezia del Sud"),  sopra il sigillo, e il cirillico osseto "Республикӕ Хуссар Ирыстон" (con la stessa traduzione della scritta in cirillico russo) sotto la guarnizione. I colori della bandiera dell'Ossezia del Sud (giallo, rosso, bianco) sono gli stessi dell'emblema.